# Formica martynovi
Formica martynovi är en myrart som beskrevs av Popov 1933. Formica martynovi ingår i släktet Formica och familjen myror. Inga underarter finns listade i Catalogue of Life.